# Palacio del Real de Valencia
El palacio del Real de Valencia (en valenciano Palau del Real), ubicado en la calle General Elio número 2 de la ciudad de Valencia (España), fue el antiguo palacio de los reyes de Valencia en el «Cap i Casal» (cabeza y casa común) del Reino de Valencia, como se conocía a la ciudad. También conocido como «Palacio de las 300 llaves» en alusión al número de habitaciones que llegó a tener.
Desde el siglo XI al XIX fue sede regia para los reyes tanto de la taifa valenciana como para los monarcas de la Corona de Aragón, los Austrias y los Borbones.

## Orígenes
Su origen se encuentra en el siglo XI en una finca de recreo o almunia musulmana de los reyes de la Taifa de Valencia donde se retiraban para descansar. Se encontraba situado extramuros de la ciudad, al lado izquierdo del río Turia. Fue mandado construir para descanso del rey Abd al Aziz.
El arabista Henri Pérès describe el palacio como una alhambra primigenia del siglo XI. 
El palacio fue destruido por las tropas españolas que defendían la ciudad en la Guerra de la Independencia española, en uno de los sitios de Valencia en 1810.
Durante todos estos siglos, el Palacio del Real de Valencia padeció el paso del tiempo, sufrió asaltos durante guerras, destrucciones, reconstrucciones y ampliaciones. Una de las últimas y más importantes fue la llevada a cabo por Pedro IV el Ceremonioso o del Punyalet, que lo llamaba «alberg delitós» (albergue deleitoso) y lo rehabilitó en todo su esplendor después del saqueo de las tropas castellanas en 1364, haciendo honor a su rango de lugar real.

## Construcción extramuros
Según apuntan algunos historiadores, la construcción de sus palacios en lugares un tanto alejados era lo habitual entre los príncipes andalusíes, que gustaban disponer de un lugar a una distancia premeditada para poder controlar la capital y a la vez defenderse de las revueltas. Pero también era importante su gusto por los albergues con amplios y grandiosos jardines.

## El Palacio

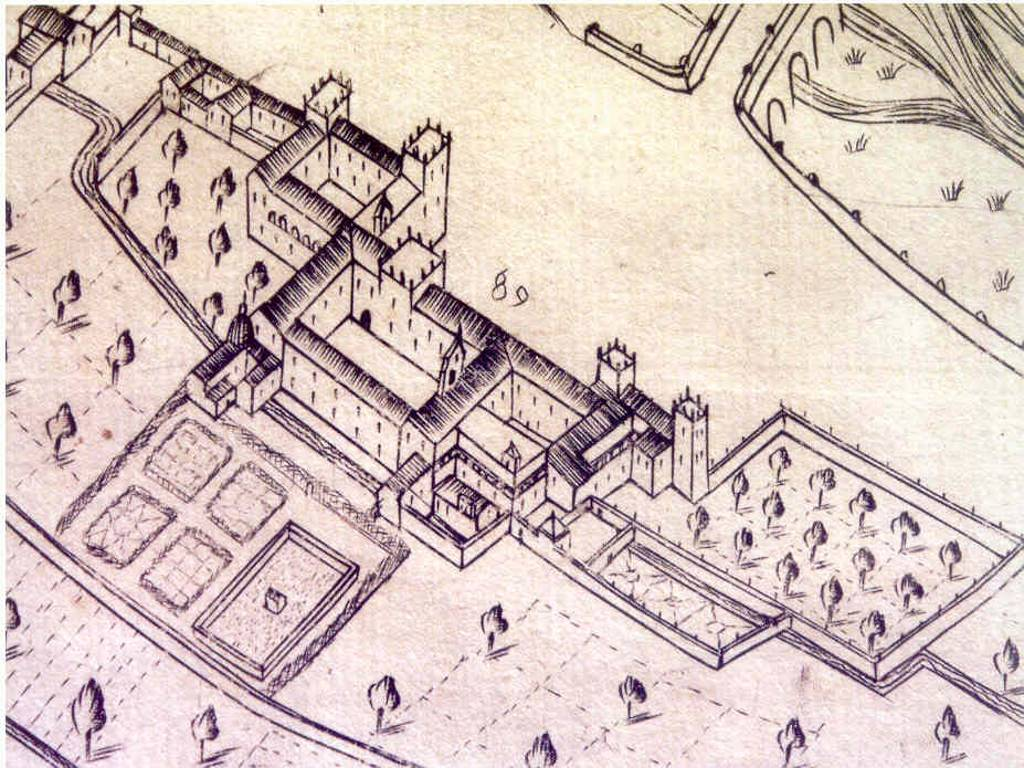
Vista del palacio en 1609.

Nació como finca de recreo musulmana y continuó como palacio de los reyes de Aragón y Valencia. Tras la unión dinástica de Aragón y Castilla sería residencia oficial de los virreyes de Valencia, para acabar siendo Capitanía General hasta su destrucción en 1810.
Según los planos rescatados por el profesor Josep Vicent Boira, se trataba de un gran edificio. Su fachada principal llegó a alcanzar los 200 metros y dispuso de varias torres bien fortificadas, algo imprescindible debido a que al estar extramuros de la ciudad lo hacía fácilmente vulnerable en caso de guerra. Fue conocido como el Palacio de las 300 llaves en alusión al número de habitaciones que llegó a tener.
Boira lo describe integrado por dos cuerpos: el llamado palacio viejo, que era la antigua almunia musulmana reformada y adaptada a las nuevas necesidades, y el llamado palacio nuevo, que sería una ampliación de nueva planta del viejo.
En 1363, durante las guerras entre Castilla y Aragón, el palacio fue incendiado por las tropas castellanas en su sitio de la ciudad. Fue reedificado por Pedro el Ceremonioso (1336-1387) y posteriormente ampliado por el rey Alfonso el Magnánimo (1416-1458). 

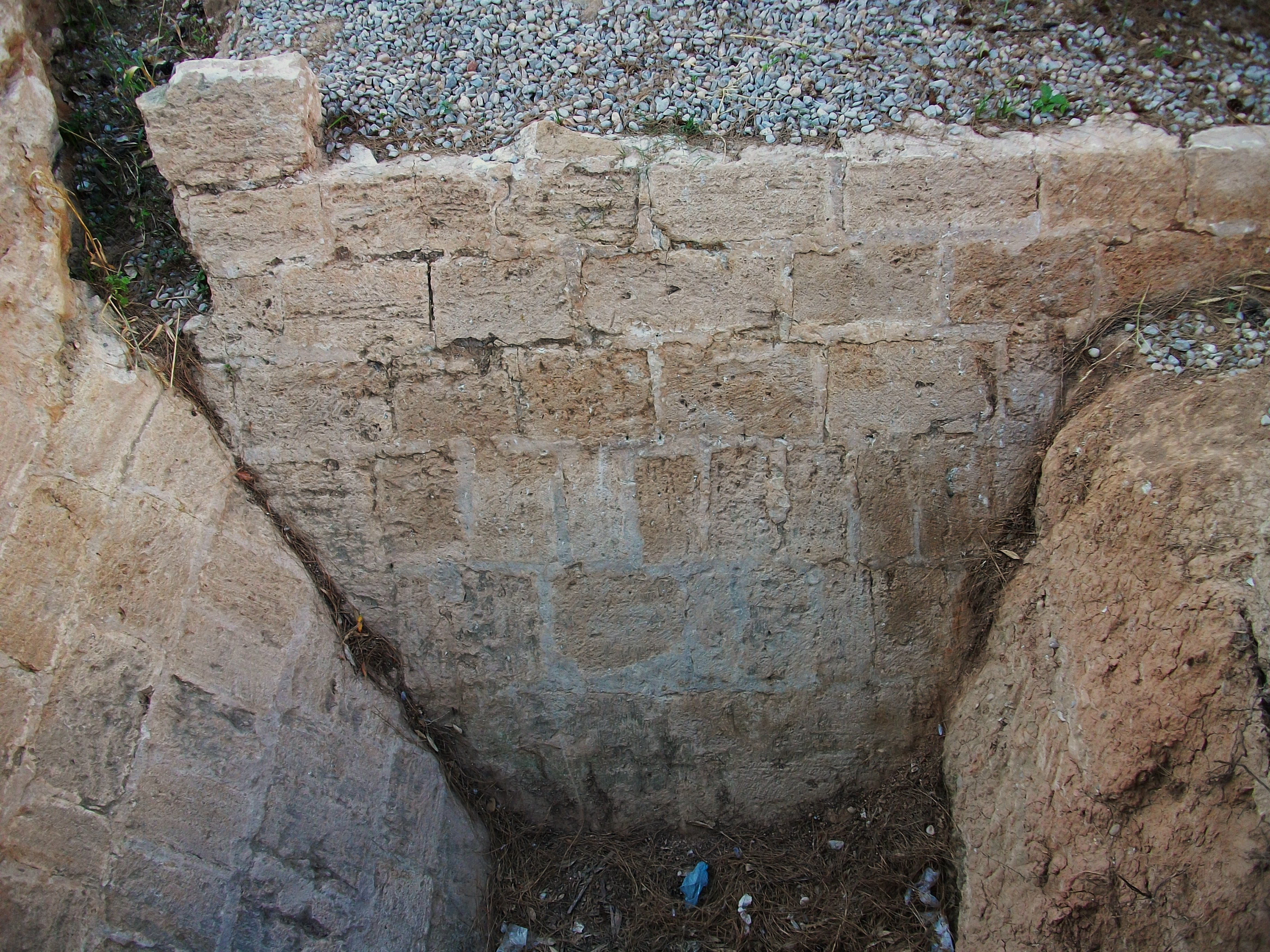
Tramo del foso construido a mediados del.

El palacio viejo disponía de cuatro torres en las esquinas, y en una de sus dependencias albergaba la capilla del palacio. Durante años sirvió como dependencia de uso exclusivo para la reina, pero con el tiempo sería un espacio destinado a viviendas del alcaide y el personal de servicio.
La parte nueva integraba dos patios. En el patio mayor estaba la escalera principal por la que se accedía a los salones principales. El patio pequeño también disponía de una escalera que daba acceso a una nueva capilla dedicada a Santa Catalina. Los salones estaban dedicados al servicio de los reyes, audiencias, fiestas, recepciones, etc.
El rey tenía sus aposentos en la torre principal, conocida como de los Ángeles y reconocible en los grabados antiguos a simple vista, ya que en ella se encontraba un gran escudo real.
Ya en el siglo XVII se acometió una gran transformación en el palacio modificando la estructura interna y la externa, añadiéndose una galería con arcos en la fachada principal y eliminándose las ventanas góticas.
Las ilustraciones que se conservan muestran el palacio en este momento histórico.

## Maestros canteros
Entre los maestros canteros cuyos nombres han llegado hasta nosotros y que trabajaron en el palacio podemos encontrar a Joan Franch (siglo XIV), que trabajó también en las obras del Convento de Santo Domingo y al "piquer" Mateu Teixidor, que trabajó en la construcción del puente de la Trinidad.

## Habitantes ilustres

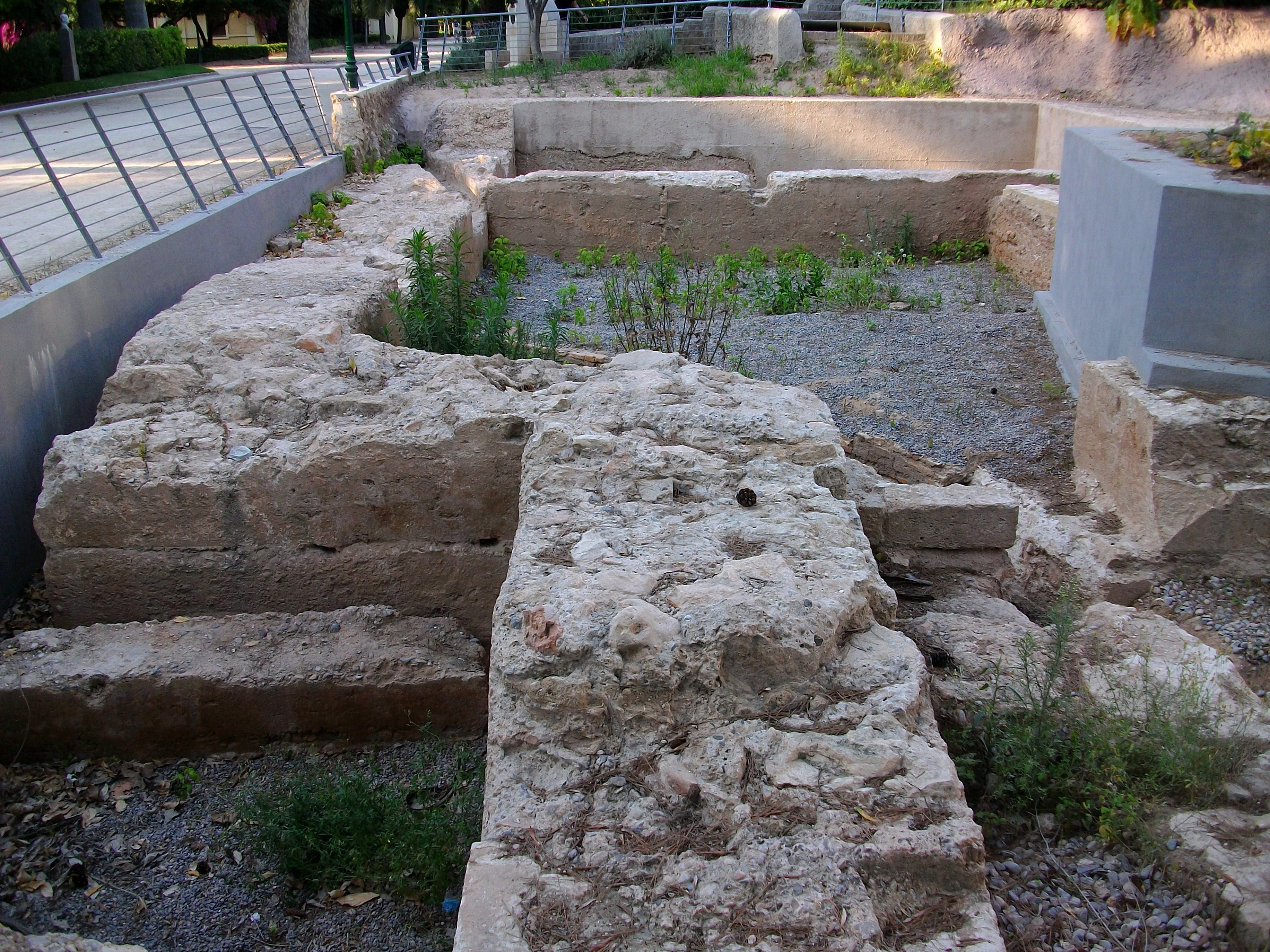
Torre de la Reina, donde residió María de Castilla durante su estancia de la ciudad.

La quinta de recreo "Omunya" conocida como "Rahal", construida en el siglo XI por el rey moro Abd Al-Aziz para su uso y de sus descendientes, fue transformada en Alcázar Regio y ampliada por Don Jaime I el conquistador. En el palacio, conocido como del Real y reedificado por Pedro IV de Aragón, se alojaron Juan I, Martín el Humano, Alfonso el Magnánimo y su esposa la reina Doña María, para quien fue una de sus residencias favoritas, entre otros monarcas. Ocasionalmente, se alojaron Carlos I, Felipe II y Felipe III, para cuyas bodas con Margarita de Austria sirvió de marco admirable.
Hasta su derribo fue residencia oficial de los virreyes, primero, y de los capitanes generales, después.

## La Corte virreinal
El momento de esplendor de esta época lo encontramos ya a finales del Siglo de Oro valenciano. El Palacio del Real fue el centro neurálgico del reino de Valencia, allí la reina Germana de Foix y especialmente su segundo esposo el duque de Calabria ejercieron de mecenas de la cultura convirtiéndolo en entrada y centro del Renacimiento español. No podemos, pese a ello, olvidar su papel en la represión de las Germanías.
Se considera a la reina doña Germana una mujer de su tiempo, criada en la corte de Luis XII y Ana de Bretaña, familiarizada con un mundo renacentista y con fuertes vínculos italianos. Gustaba del lujo pero también de la conversación ingeniosa y espiritual.

### Ambiente cortesano

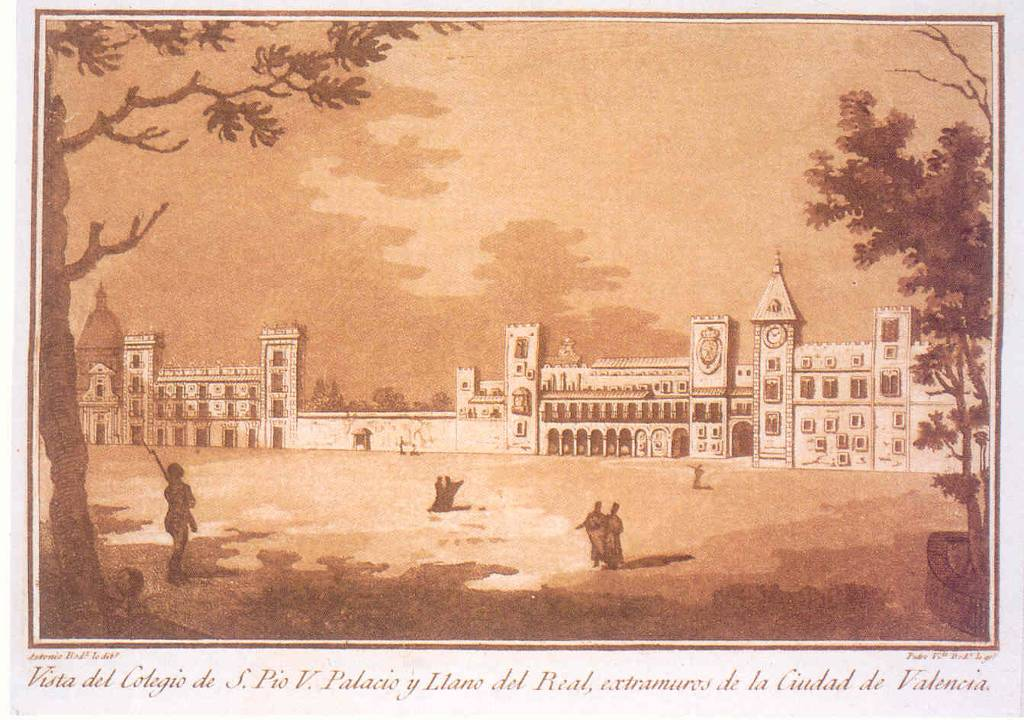
Aspecto del Palacio del Real en 1807, poco antes de su derribo.

Su formación cultural fue decisiva para crear un ambiente cortesano en la Valencia del siglo XVI ya que (si bien la corte imperial de Carlos V, nieto de su primer esposo, era itinerante), en Valencia y bajo la protección de la última reina de Aragón, se creó una corte estable siguiendo el ejemplo de las italianas de su momento. Floreció entre damas y caballeros la poesía, el humanismo, la diversión, incluso los problemas políticos tomaron un cierto tinte cultural.
Esta fue una de las claves para situar a Valencia en la órbita europea de su época y para que la corte virreinal se relacionara con otras cortes europeas.
Carlos I facilitó la boda de Fernando de Aragón (duque de Calabria), hijo del rey Federico I de Nápoles, con la reina Doña Germana. Ambos entraron por la puerta de san Vicente en Valencia como virreyes el 28 de noviembre de 1526 y en la catedral juraron su cargo.
La formación y personalidad de ambos hizo que el Palacio del Real de Valencia fuera una de las residencias más ricas de España. Así los elogios que dedica el alemán Hieronymus Münzer en 1494, describiendo la belleza de sus jardines, alcázar y numerosas estancias, se quedaron cortos ante las reformas y abundantes cambios introducidos por el matrimonio entre Germana de Foix y el duque de Calabria.
Al morir la destronada reina de Nápoles, Isabel del Balzo, madre del duque de Calabria, llegaron las infantas Julia e Isabel y, con ellas, toda una corte de damas que, aunque no tuvieran una gran influencia en la corte, representaban con su lengua y costumbres una influencia forastera en las gentes y ambiente.
Poco a poco la corte valenciana era un hervidero de intelectuales y cortesanos.
Hay que destacar entre otras muchas cosas, la enorme biblioteca que reunió el duque y de la que da fe el clérigo Claude de Bronseval en 1532:

(...) el virrey que estaba entonces en su estudio lo recibió con cortesía. Había allí más de doscientos volúmenes, pues era extraordinariamente amante de la literatura...

Durante la guerra de independencia los fondos fueron saqueados por algunos de los que habían participado en su destrucción, como el propio arquitecto a las órdenes del general Joaquín Blake, y también por los franceses tras su entrada en la ciudad.
En la corte se hablaban distintas lenguas además de las autóctonas, así encontramos a Don Luis Milán destacado además de por su faceta de músico por sus obras. La obra más importante de Milán, relacionada con la corte del duque de Calabria y Doña Germana de Foix, es la que en 1561 imprimió Juan de Arcos en Valencia; se trata del libro intitulado El Cortesano, donde expone "lo que debe tener por reglas y práctica, repartido por jornadas", inspirado en El Cortesano de Baltasar de Castiglione. Dedicado a Felipe II, el autor manifiesta su propósito de dar consejos tanto en la forma de hablar como en la forma de presentarse todos los personajes de aquella corte virreinal.

(...) haciendo que hablen en nuestra lengua valenciana como ellos hablaban, pues muchos que han escrito usaron escribir en diversas lenguas, para bien representar el natural de cada uno; se trata del mejor testimonio de aquella vida cortesana en la Valencia del XVI.

Se encuentra también a Juan Fernández de Heradia, alguna de cuyas composiciones figuran en el Cancionero General de Hernando del Castillo (Valencia, 1509), y que versificaba igualmente en castellano y valenciano. El poeta Francisco Gilabert de Fenollet, más conocido por Francesc Fenollet, amén de un sinfín de cortesanos que aparecen en las obras citadas, a los que habría de añadirse el complemento de toda corte, dos bufones: el catalán que se hacía llamar “canonge Ester”, ocurrente y siempre en continua riña con “Gilot”, el otro bufón.

## Los jardines
Además del extenso jardín del palacio, existía ya en el siglo XV una importante colección zoológica compuesta de leones, osos, ciervos, faisanes, pavos reales etc.
La otra denominación con que se conoce a los Jardines del Real, los Viveros, procede de la huerta del Vivel, nombre tomado de la laguna o vivero que los regaba, y que se viene utilizando desde que en 1903 este parque fue donado al ayuntamiento para plantel o viveros de árboles. Anteriormente había pertenecido a la Diputación Provincial, a la que había sido cedida por el Real Patrimonio en 1869.
Su utilización como vivero está documentada ya en 1560, fecha en que Felipe II dispuso le fuesen remitidos de la Almaciga del Real de Valencia infinidad de naranjos y limoneros así como más de cuatro mil plantas florales para embellecimiento de los jardines de su Palacio de Aranjuez.

## Derribo

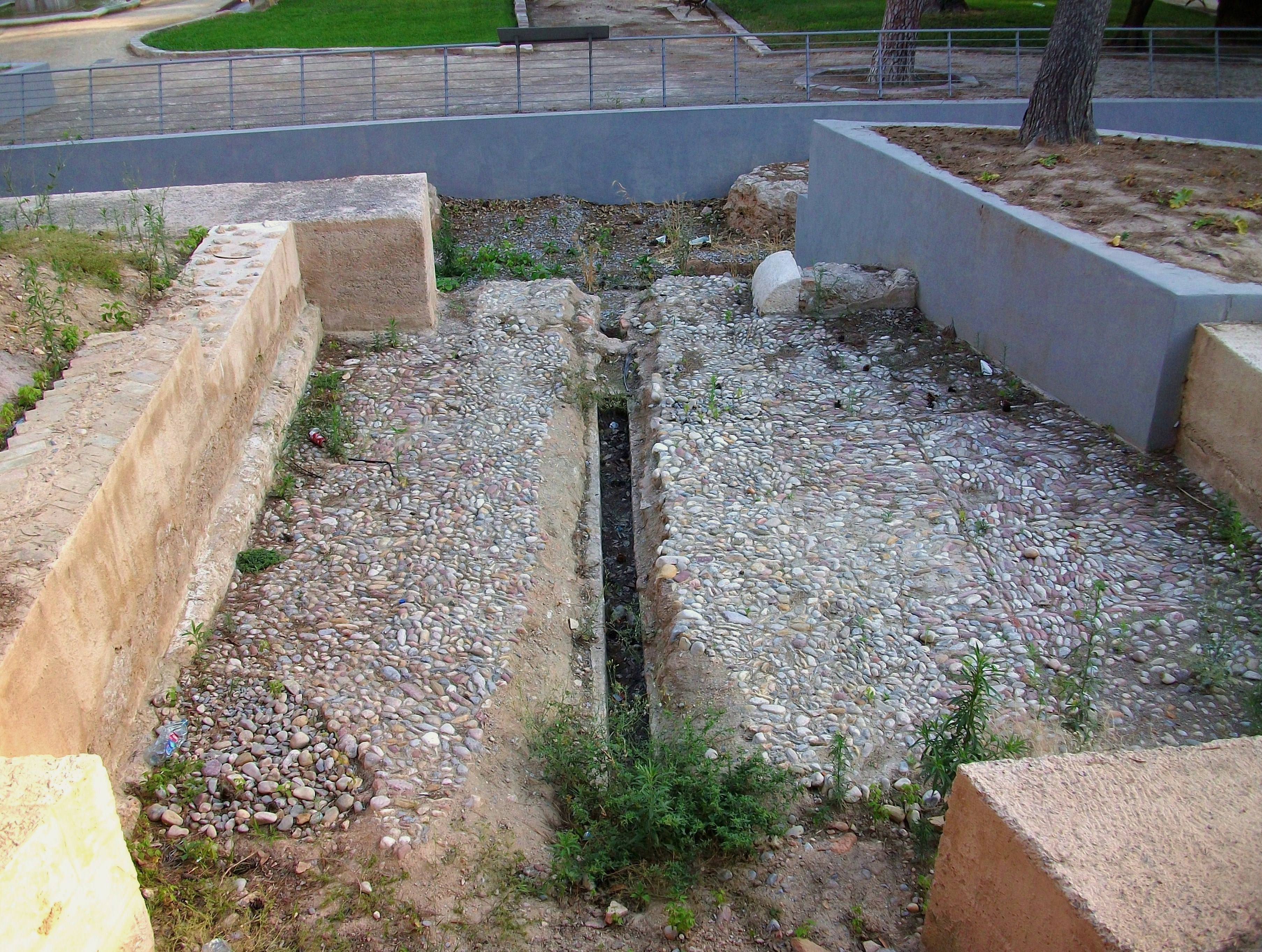
Restos de la puerta sudoccidental del palacio en la actualidad.

Oficialmente su demolición en la Guerra de Independencia, 12 de marzo de 1810, fue una supuesta estrategia militar para no permitir un bastión desde donde se pudieran hacerse fuertes las tropas napoleónicas invasoras, y bombardear la ciudad. Si bien de poco sirvió, pues atacaron por otro flanco y las tropas españolas terminaron entregando la ciudad sin luchar, a cambio de poder marchar a Alicante, todo ello pese a que en el primer sitio, el 28 de junio de 1808, los valencianos derrotaron a los franceses dirigidos por Moncey en las Torres de Quart, que con multitud de bajas fueron obligados a retroceder a Madrid.
Si bien algunas fuentes consideran discutible esa concepción táctica, y dicen lo contrario, que el Palacio podía ser un punto desde donde batir a los atacantes de la muralla.
Para una parte de los investigadores pudo ser una forma de terminar con los vestigios que aún quedaban del antiguo régimen derrotado en Almansa. En esta teoría, Teodoro Llorente Olivares habla de la “incomodidad política” del Palacio del Real en unos tiempos en los que se imponía la uniformidad borbónica que terminaría convirtiendo los antiguos reinos en meras provincias.
El mismo Llorente dice:

¿Qué fue de ti, Palacio Real? Noble mansión de los monarcas valencianos, centro y símbolo de nuestro antiguo y glorioso reino (...) Desaparecido todo, con las instituciones que representabas, la autonomía ilustre de aquel reino del que fuiste cabeza...

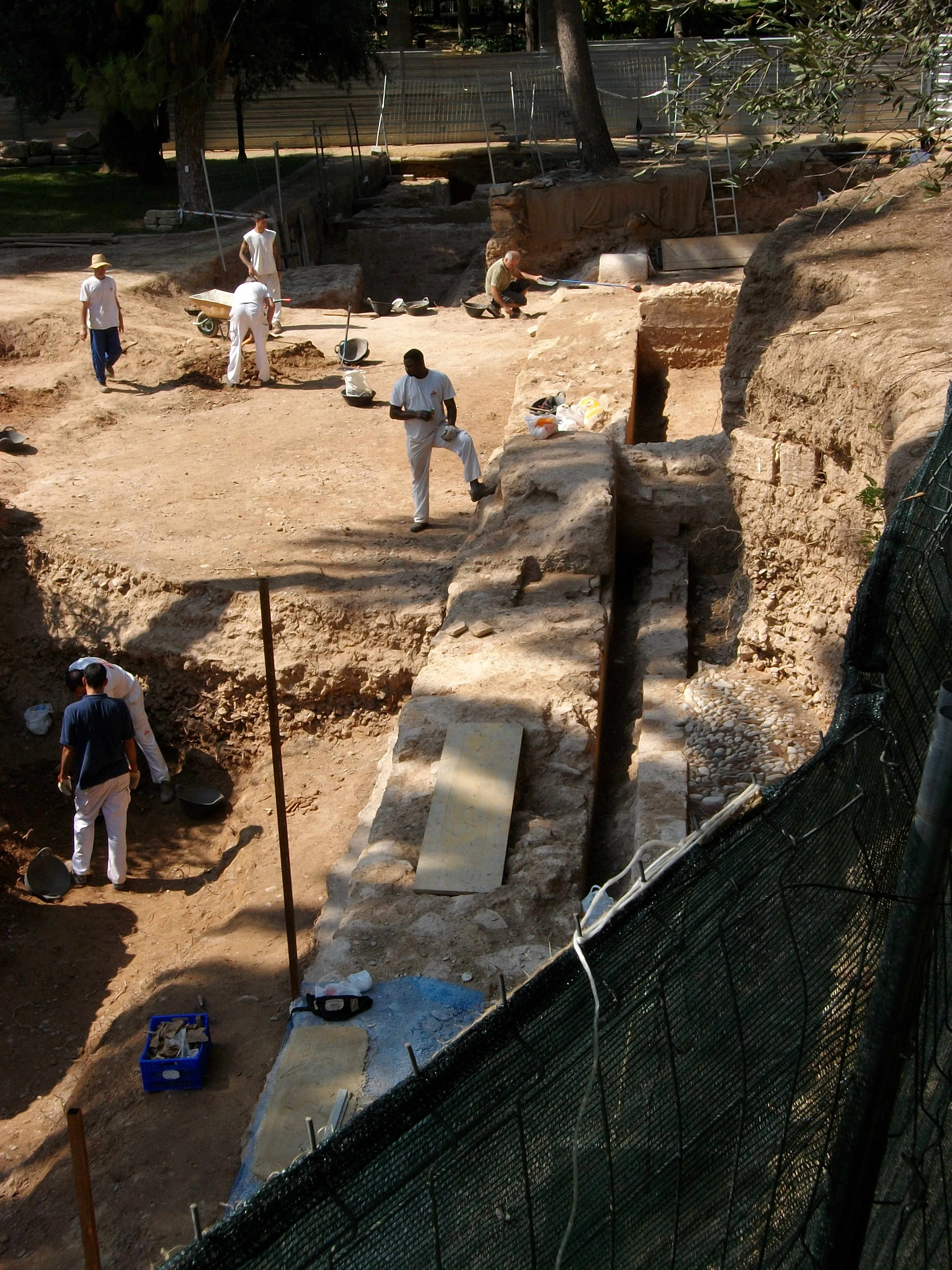
Excavación realizada en los actuales Jardines del Real en 2009 que pusieron en valor parte de los restos de la fachada sur del palacio.

Unos años después de su demolición, parece ser que hubo un intento de reconstruirlo por parte del general Elío, nombrado capitán general de Valencia por Fernando VII. Según Vicente Vidal Corella en cita recogida en el libro La Valencia de otros tiempos:

(...) al encontrarse ante los escombros del Palacio Real, derribado durante la Guerra de la Independencia, pensó en reedificarlo, pero ante los inconvenientes que se le opusieron, ordenó reunir los restos del memorable y glorioso monumento, formando con ellos dos montículos inmediatos, que las gentes denominaron “les montanyetes d’Elio”.

Josep Vicent Boira, en el libro El Palacio Real de Valencia. Los planos de Manuel Cavallero (1802) editado por el Ayuntamiento de Valencia, apunta:

Podríem pensar que el derrocament va obeir a una conjunció de factors: una fallida estratègica militar podia estar present, però també intervindria la necessitat econòmica de la Junta de Defensa i la percepció de ser el símbol per excel·lència del passat, vist a ulls de les forces burgeses i liberals que sorgien en aquell moment.
Podíamos pensar que el derribo obedeció a una conjunción de factores: una fallida estrategia militar podía estar presente, pero también intervendría la necesidad económica de la junta de defensa y la percepción de ser un símbolo por excelencia del pasado, visto a ojos de las fuerzas burguesas y liberales que surgían en aquel momento.

## Vestigios
En 1810, solamente se salvó de su grandiosa fábrica algún fragmento de artesonado conservado en el Archivo del Reino de Valencia.
En 1814 el capitán general de Valencia, don Francisco Javier Elio, ordenó amontonar los escombros del derribado palacio del Real en los jardines, y formó con ellos dos pequeños montículos ("Les muntanyetes d'Elio") que rodeó de macizos sustentantes, sombreados de arbusto y de flores.
En los mismos jardines se puede observar unas escalinatas que según la tradición, respaldada por las posteriores investigaciones arqueológicas, pertenecieron al palacio.
De otros restos pequeños se tiene constancia en Sevilla y otros lugares.